# 城市威脅
《城市威脅》（英語：Urban Menace）是一部1999年美國恐怖動作片，由亞伯特·派努執導，主演包括歌手史努比狗狗、替天行道大老、艾斯提和肥仔喬。美國於1999年9月7日以錄影帶首映發行。
該片是與《黑色警戒線》（1999年）和《破壞部隊》（2000年）同時拍攝。

## 劇情
故事敘述在紐約地區，一群無法無天的犯罪集團焚燒了一間教會並害死了傳教士（史努比狗狗飾演）的家人，使得陷入狂野狀態的傳教士打算向其報復。

## 演員
- 史努比狗狗飾演傳教士凱勒布（Preacher Caleb）
- 替天行道大老（英语：Big Pun）飾演烏鴉（Crow）
- 艾斯提飾演旁白
- 肥仔喬（英语：Fat Joe）飾演特羅爾（Terror）
- 凱倫·戴爾（英语：Karen Dyer）飾演喬琳娜（Jolene）
- 小厄尼·哈德森（英语：Ernie Hudson Jr.）飾演諾·帝斯（No Dice）

## 外部連結
- 互联网电影数据库（IMDb）上《城市威脅》的资料（英文）